# جاکومو باتیاتو
جاکومو باتیاتو (ایتالیایی: Giacomo Battiato؛ زادهٔ ۱۸ اکتبر ۱۹۴۳) کارگردان فیلم، فیلم‌نامه‌نویس، نویسنده و بازیگر اهل ایتالیا است.
از فیلم‌های او می‌توان به استرادیواری و کارول: مردی که پاپ شد اشاره کرد.